# トヨタ・オーリオン XV40
XV40型オーリオン（Aurion XV40）は、トヨタ自動車が2006年よりオーストラリアおよびアジアの一部地域で販売していたセダン型乗用車である。

## 概要
2006年のメルボルンモーターショーにて発表された。XV40型カムリをベースとしており、型式は同じく「XV40」である。
オーストララシアおよび中東においては、オーリオンは同市場におけるフラグシップモデルであったMCX10型アバロンの後継車としてカムリと併売されており、中国や、香港・マカオ・シンガポールを除く東南アジアにおいてはオーリオンが「カムリ」として販売される。オーストララシア、中東市場においては、オーリオンは3.5リットルV型6気筒エンジンのみを搭載し、同市場においては直列4気筒 2.4リットルエンジンのみをラインアップするカムリと差別化が図られている。
オーストラリア以外では、中国では広州豊田でカムリとして現地生産されているほか、台湾、タイ、ベトナムでも生産されている。
ベースとなるカムリのフルモデルチェンジに従い、2012年4月には2代目、XV50型にフルモデルチェンジした。

## 開発
オーリオンの生産開始以前には、2005年6月までオーストラリアメルボルンのトヨタ・モーター・コーポレーション・オーストラリア (Toyota Motor Corporation Australia: TMCA) アルトナ工場ではMCX10型アバロンが製造されていた。同工場においてアバロンは2000年から生産されたが、生産開始時点で北米市場におけるMCX10型アバロンの登場からすでに6年が経過しており、北米仕様とはデザインが一部変更された。アバロンは同じくアルトナ工場で製造されるカムリの上位車種として製造された。しかし、デザインが古めかしい、排気量が小さい、前輪駆動である、などの理由により、ホールデン・コモドアやフォード・ファルコンといった競合車種に対抗することは敵わず、販売は振るわなかった。販売の最も多かった年でもトヨタの年間販売目標台数の半分にも届かず、想定していた顧客層の多くはアバロンと同じV型6気筒エンジンを搭載していた1クラス下のカムリを購入した。
そういったことを受け、トヨタはオーストラリアの顧客が現代的で豪州市場に合った車を求めていると考え、2002年にアバロンの後継車の開発計画を本格的に開始した。豪州トヨタは当時日本市場や北米市場向けに開発されていたどのモデルも豪州市場には適していないと判断したが、一方で豪州市場におけるサイズ規制のために完全オリジナルのモデルの開発は難しかった。また、当時豪州トヨタには社内にデザイナーがいなかったため、2002年8月にポール・ベランジャーを入社させ、ビクトリア州ディングリー・ビレッジの工業団地にトヨタ・スタイル・オーストラリア (Toyota Style Australia: TSA) を設立した。TSAはまずXランナーコンセプトおよびスポルティーボクーペコンセプトをデザインし、2003年には、以前フォード・オーストラリアでデザイナーとして働き、BAファルコンのXRシリーズをデザインしたニック・ホジオスがTSAのチーフデザイナーとして指名された。続いて、2003年にTSAはオーリオン開発の第一歩としてXV30型カムリをベースとした独自モデル、コードネーム「380L」を設計した。この380LはXV30型カムリの外装パネルやインテリア部品をTSA独自のものと交換して作ったワンオフモデルであり、開発費用は約100万オーストラリア・ドルであった。2003年初頭にトヨタが行ったフォーカスグループでアバロンが競合車種であるホールデン・コモドア、フォード・ファルコン、三菱・マグナと比較された際には最下位にランクされたが、アバロンを380Lと交換して同年中に再び行われたフォーカスグループでは380Lが4台のうちで最も好印象を持たれ、またベランジャー曰く380Lがカムリと同じ車だとは思われなかったという。そして豪州トヨタは6気筒エンジンを搭載した380Lをカムリとは別の名前でカムリと併売することができると判断した。
TSAは市販車両を開発したことがなかったため、日本のトヨタにTSAが本当に車両の開発を行えると確信させるため、380Lの開発期間にTSAはアバロン後継車についてトヨタ本部と定期的に議論を重ねた。トヨタ本部へのプレゼンテーションにおいて380Lが引き渡された際には、ニック・ホジオスに対し次世代のコードネーム「042L」カムリ（後のXV40型カムリ）のデザインコンペティションへの案を提出するように要求がなされた。ホジオスの案は採用されなかったが、彼は後のオーリオンとなる、アジア仕様カムリであり通常のカムリの上位車種でもあるコードネーム「043L」の開発をするよう命じられた。TSAのコンセプトカーや380Lの開発が成功したため、豪州トヨタは042Lと043Lをともに製造し、併売することを許可されたが、カムリに搭載されるエンジンは4気筒のみ、カムリの上位車種（後のオーリオン）に搭載されるエンジンは6気筒のみという制約がなされた。ホジオスは9か月間日本において043Lの設計を行い、最終的なデザインは日本人および台湾人のデザイナーと共同で行ったが、車両前部のデザインはほぼホジオス自身によるものとなった。ホジオスが日本で設計をしている間、TSAは豪州市場向けオーリオン用のデザイン変更を開始した。デザインが完成した後、豪州トヨタは豪州仕様オーリオンとアジア仕様カムリの設計を並行して行った。豪州向けオーリオンとアジア仕様カムリは基本的に同じであったが、後者は高級車としてしか販売されない一方で、オーリオンは商用車としても販売され、スポーツモデルも用意されるため、両者には別のコードネームが付けられ、オーリオンのコードネームは「323L」とされた。

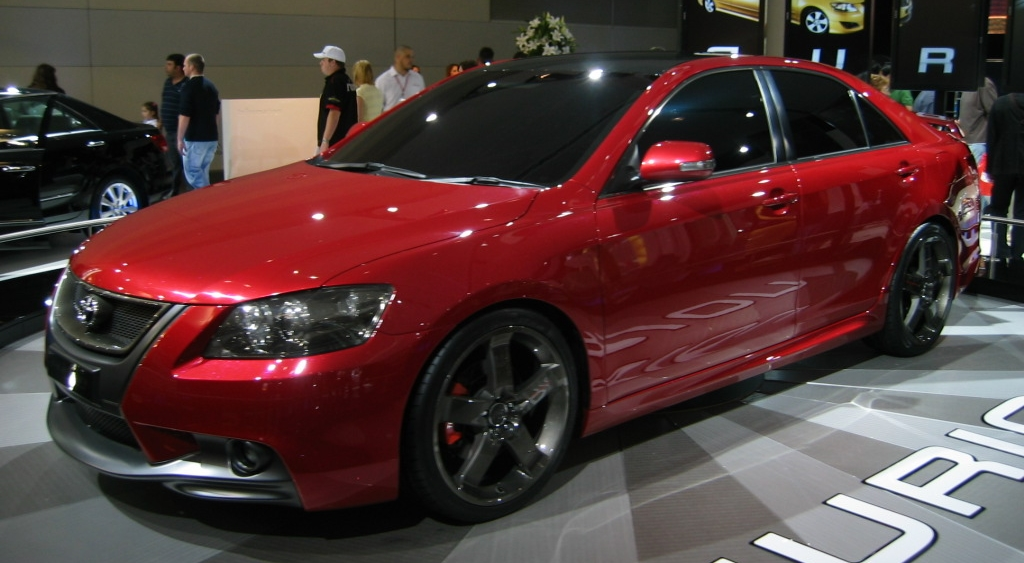
オーリオンスポーツコンセプト

豪州トヨタは2006年2月9日にメルボルンモーターショーにおいてオーリオンおよびオーリオンスポーツコンセプトを発表した。トヨタは30以上の車名候補の中から消費者調査を経てこの車を古代ギリシア語で「明日」を意味する「オーリオン」と名付けた。この車名は全く新しい車を表現し、"Can't wait for tomorrow"というキャッチコピーとも結び付けられている。

## デザイン
外装部品ではドア、ウインドウ、ルーフパネル、リアクォーターを含めたボディサイド部分をXV40型カムリと共有するが、それ以外の部分はオーリオン独自のものである。これにより、ホイールベースや前後トレッド、室内寸法はカムリと同一である。内装については、基本的なデザインはカムリと共通であり、ダッシュボードや足踏み式パーキングブレーキのデザインなどが変更されている。これにより、開発コストが抑えられ、またカムリと同じラインにおいて生産することを容易に可能とした。
オーリオンはアジア市場も考慮してデザインされたが、トヨタはオーストラリアンテイストのデザインであると表現している。ホジオス曰くオーリオンはオーストラリア車のデザインの特徴に倣いながらも欧州車のデザインからもインスピレーションを得ているという。また、他のトヨタ車同様、「パーフェクト・インバランス」とも言われるトヨタのデザインフィロソフィである「VIBRANT CLARITY」のもとでデザインがなされた。

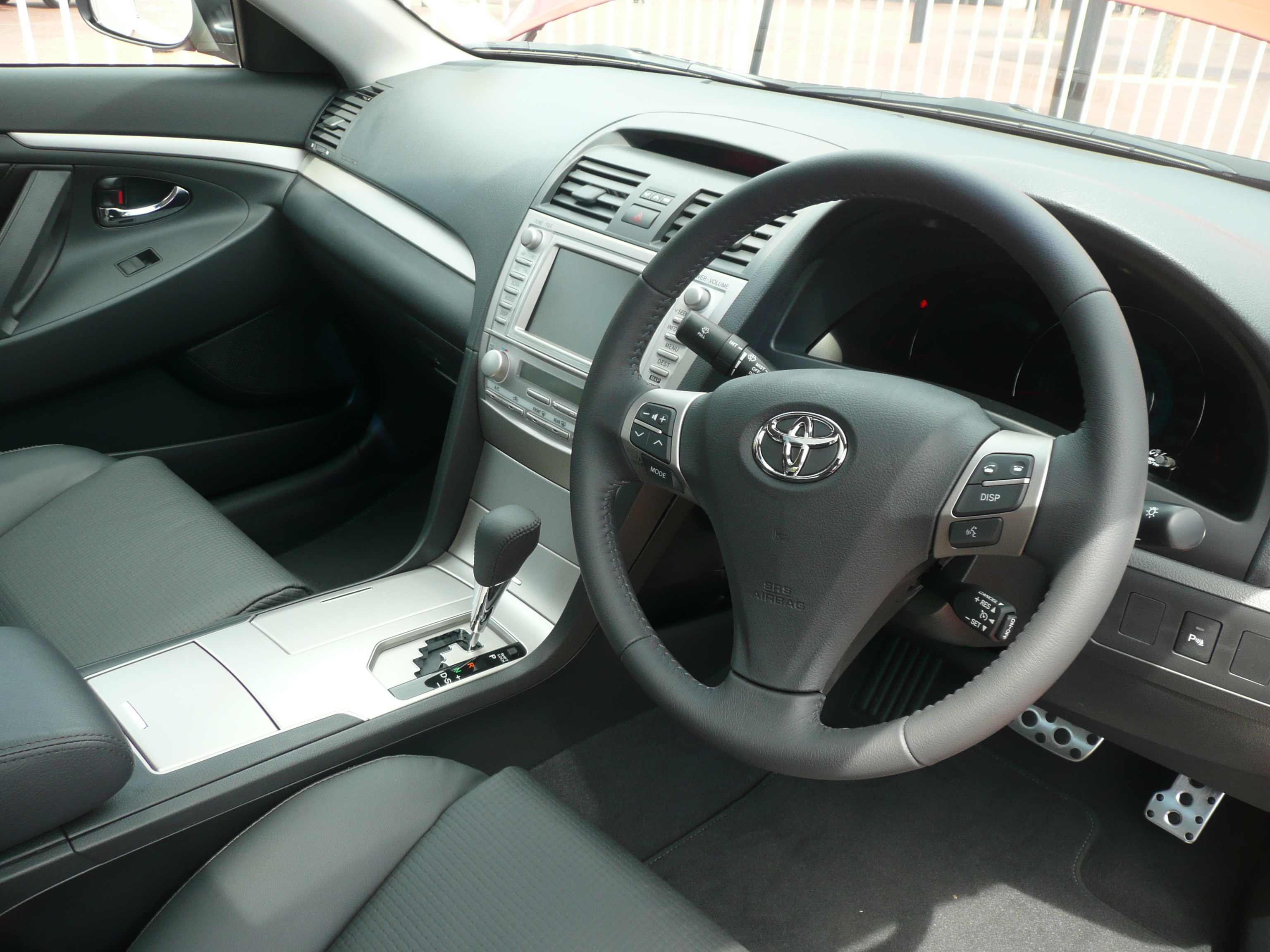
スポルティーボZR6 室内

同セグメントのメルセデス・ベンツ車の直下にランクされ、高級車として販売される中国市場などでの販売には、メルセデス・ベンツの車のような特徴を持つことを必要とした。オーリオンのデザインにおいて、デザイナーは市場に合わせた2つのデザインコンセプトを生み出した。ベースグレードの「AT-X」、上級グレードの「プロディジー」および「プレサラ」はコンフォートをコンセプトにデザインされ、スポーツモデルの「スポルティーボ」はスポーツをコンセプトにデザインされた。このコンセプトに合うよう、スポルティーボには専用17インチアルミホイールやリアスポイラーおよび各種エアロパーツ、3本スポークステアリングが装備される。高性能モデルである「TRD」のデザインも「スポルティーボ」と類似しているが、F1からインスピレーションを受けてデザインされたフロントバンパーやテールパイプ一体型リアバンパーはTRD独自のデザインとなっている。

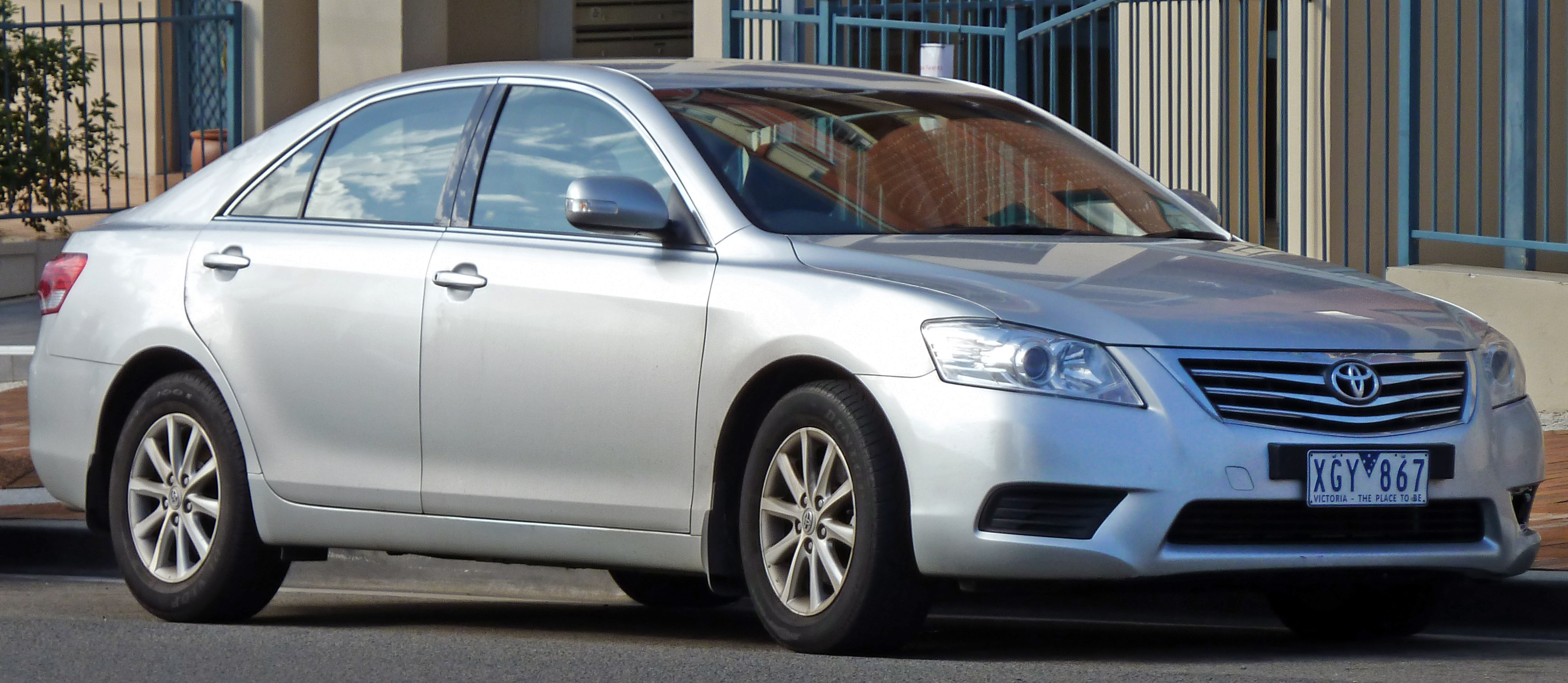
後期型AT-X

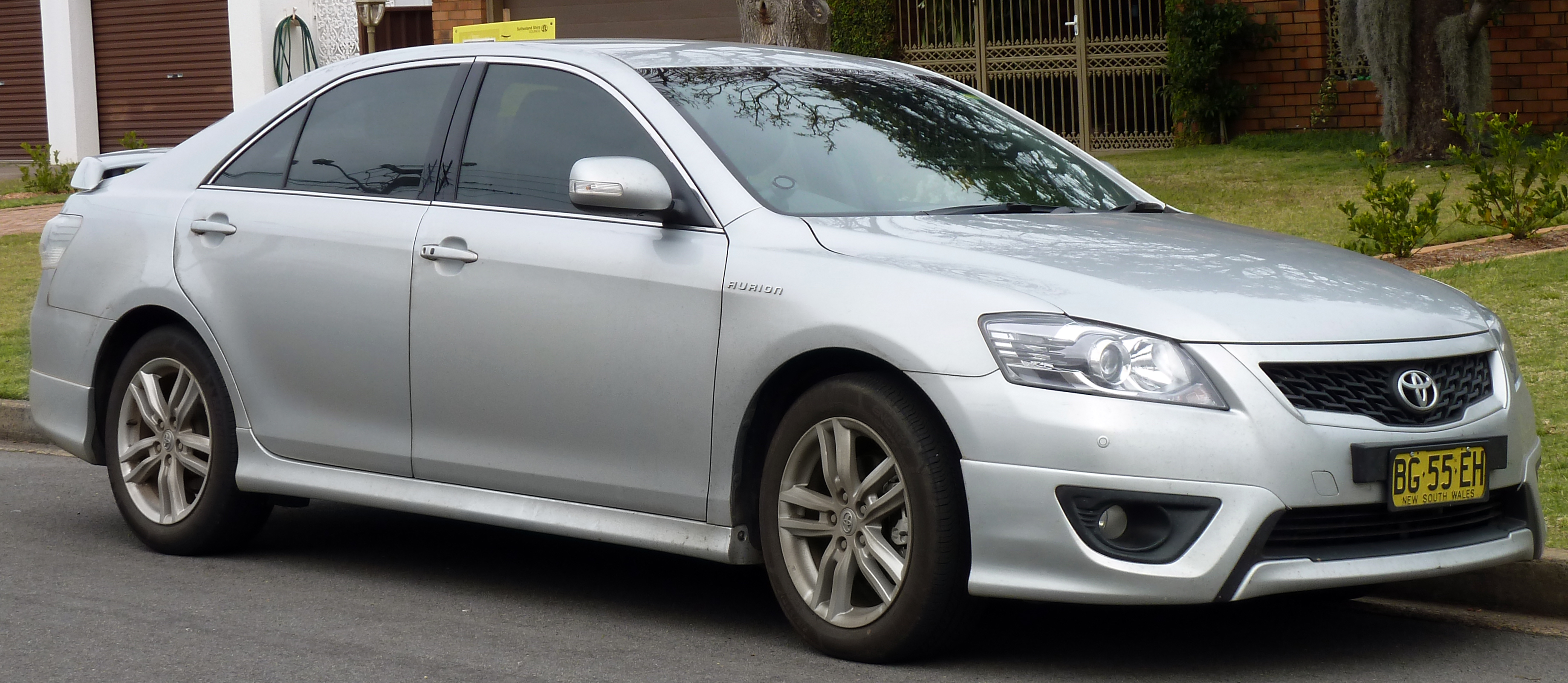
後期型スポルティーボZR6

### フェイスリフト
2009年6月にタイのトヨタ・モーター・タイランドが東アジアおよび東南アジア向けのカムリのマイナーチェンジモデルを豪州仕様のオーリオンに先立って発表し、ハイブリッド仕様も新たにラインアップされた。マイナーチェンジにおけるフェイスリフトにより、前後ランプやフロントバンパー、フロントグリルのデザインが変更され、内装のデザインも一部変更された。同年9月21日には豪州トヨタによりオーリオンにも同様のマイナーチェンジが行われることが公式に発表された。
フェイスリフトにより、ボディサイドモールディングが廃止されたほか、アルミホイールのデザインも変更されている。

## パワートレイン
オーリオンには、オーストリア国外のカムリにも搭載される2GR-FE型V型6気筒自然吸気エンジンが搭載される。排気量は3.5リットルで、最高出力は272PS、最大トルクは34.3kgf·mとなる。95RON無鉛プレミアムガソリンを燃料として使用すると、最高出力は4kW (5.4PS) 向上する。0-100km/h加速は7.4秒が記録されており、トヨタは最高速度が228km/hであると発表している。オーリオンはユーロIV排ガス規制に適合しており、オーストラリアのADR 81/01燃費は10.1km/リットルである。2GR-FE型エンジンは、TRDのスーパーチャージドエンジンも含め、U660E型6速ATと組み合わせられる。スーパーチャージャー付の2GR-FE型エンジンの最高出力は328PS、最大トルクは40.8kgf·mとなり、燃費は9.2km/リットルとなる。このTRDモデルはイートン社のスーパーチャージャーTVS（en:TVS Supercharger）を採用した世界初の量産車となる。
オーリオンがカムリとして販売されるアジアの市場においては、排気量2.0リットルの直列4気筒1AZ-FE型および2.4リットルの直列4気筒2AZ-FE型エンジンが用意される。また、そのうちの一部の市場においては3.5リットルNAエンジンも用意される。1AZ-FE型エンジンの最高出力は147PS、最大トルクは19.4kgf·m、2AZ-FE型エンジンの最高出力は173PS、最大トルクは22.8kgf·mとなる。1AZ-FE型エンジンにはU241E型4速ATが、2AZ-FE型エンジンにはU250E型5速ATが組み合わせられる。また、2009年頃には一部市場に2.0リットル3ZR-FE型エンジン搭載モデルも投入された。3ZR-FE型エンジンの最高出力は139PS、最大トルクは19.3kgf·mとなり、U241E型4速ATが組み合わせられ、さらに一部の市場においては6速MTも組み合わせられる。
また、タイ仕様のカムリには最高出力149PS、最大トルク19.1kgf·mの2AZ-FXE型エンジンに最高出力30kW (41PS) 、最大トルク270N·m (27.5kgf·m) のモーターが組み合わせられたハイブリッドモデルも用意され、変速機にはP311型CVTが採用される。
| シャシ | モデル | エンジン                       | 最高出力      | 最大トルク         | 変速機             |
| ------ | ------ | ------------------------------ | ------------- | ------------------ | ------------------ |
| XV40   | ZSV40  | 2.0リットル直列4気筒 3ZR-FE型  | 102kW (139PS) | 189N·m (19.3kgf·m) | U241E型4速AT 6速MT |
| XV40   | ACV41  | 2.0リットル直列4気筒1AZ-FE型   | 108kW (147PS) | 190N·m (19.4kgf·m) | U241E型4速AT       |
| XV40   | ACV40  | 2.4リットル直列4気筒2AZ-FE型   | 127kW (173PS) | 224N·m (22.8kgf·m) | U250E型5速AT       |
| XV40   | AHV40  | 2.4リットル直列4気筒2AZ-FXE型  | 110kW (149PS) | 187N·m (19.1kgf·m) | P311型CVT          |
| XV40   | GSV40  | 3.5リットルV型6気筒 2GR-FE型   | 200kW (272PS) | 336N·m (34.3kgf·m) | U660E型6速AT       |
| XV40   | GSV40  | 3.5リットルV型6気筒2GR-FE型 SC | 241kW (328PS) | 400N·m (40.8kgf·m) | U660E型6速AT       |

## 市場
| 年                   | 販売台数 |
| -------------------- | -------- |
| 2006年 （11月-12月） | 3,037台  |
| 2007年               | 22,036台 |
| 2008年               | 19,562台 |
| 2009年               | 13,910台 |
| 計                   | 58,545台 |

### オーストラリア
オーリオンが販売されるオーストラリア市場においては、同じ前輪駆動車で2008年に生産が終了された三菱・380のほか、後輪駆動車であるフォード・ファルコンおよびホールデン・コモドアが競合車種となった。また、TRDはスバル・リバティGTおよびマツダ・6 MPSの競合車種として投入された。投入以降、オーリオンは多数の賞を受賞し、好評を博した。特にその燃費性能やパフォーマンス、そして競合車にはオプションでしか用意されない安全装備や快適装備が標準装備されていることが評価された。
販売開始に先立って、オーストラリアにおける年間販売目標台数は24,000台に設定されたが、販売開始翌年の2007年からそれを上回ることはなく、2009年の販売台数は目標台数の半分程度となっている。また、中東およびニュージーランド市場向けに8,000台の輸出が見込まれていたが、中東への輸出は2007年に開始され、すでに10,000台の輸出がなされている。
オーストラリアのドライブ・カー・オブ・ザ・イヤーにおいては、2006年度、2007年度および2009年度のベスト・ラージカーに選出されている。

#### ラインアップ
AT-X
商用車向けのエントリーグレードとして投入された。対抗車種であるホールデン・コモドア オメガより装備は充実している。2006年および2007年にはAT-Xがオーストラリアズ・ベスト・ラージカーに選出された。
2007年10月にはAT-Xをベースに16インチアルミホイールやリアスポイラーなどが追加装備された特別仕様車、ツーリングSE (Touring SE) が発売された。後に2008年4月、2008年10月および2009年4月に販売され、2009年に発売されたモデルには17インチアルミホイール、スポルティーボ用フロントグリルおよび前後スポーツランプが装備された。
スポルティーボ (Sportivo)

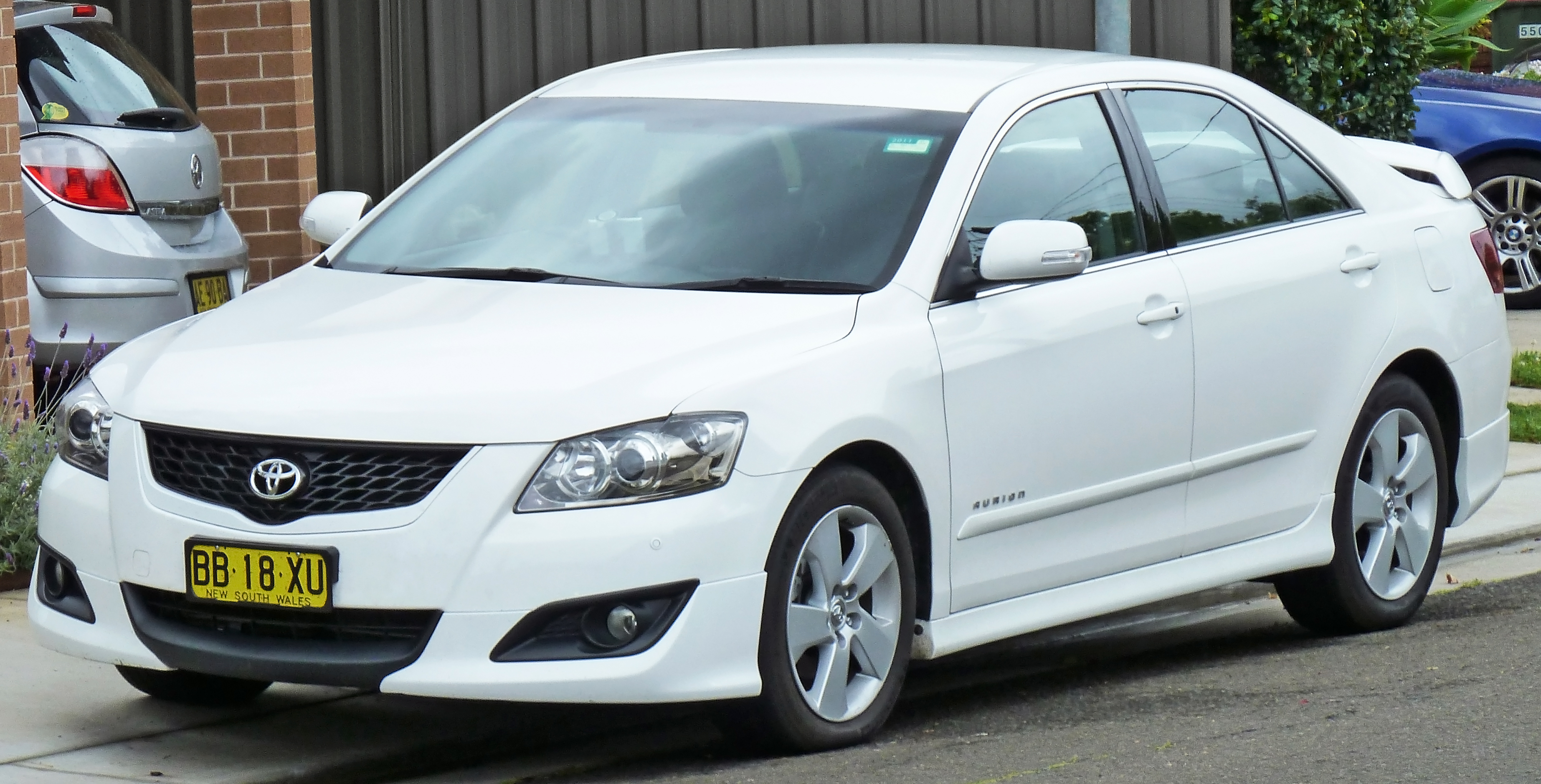
前期型スポルティーボZR6

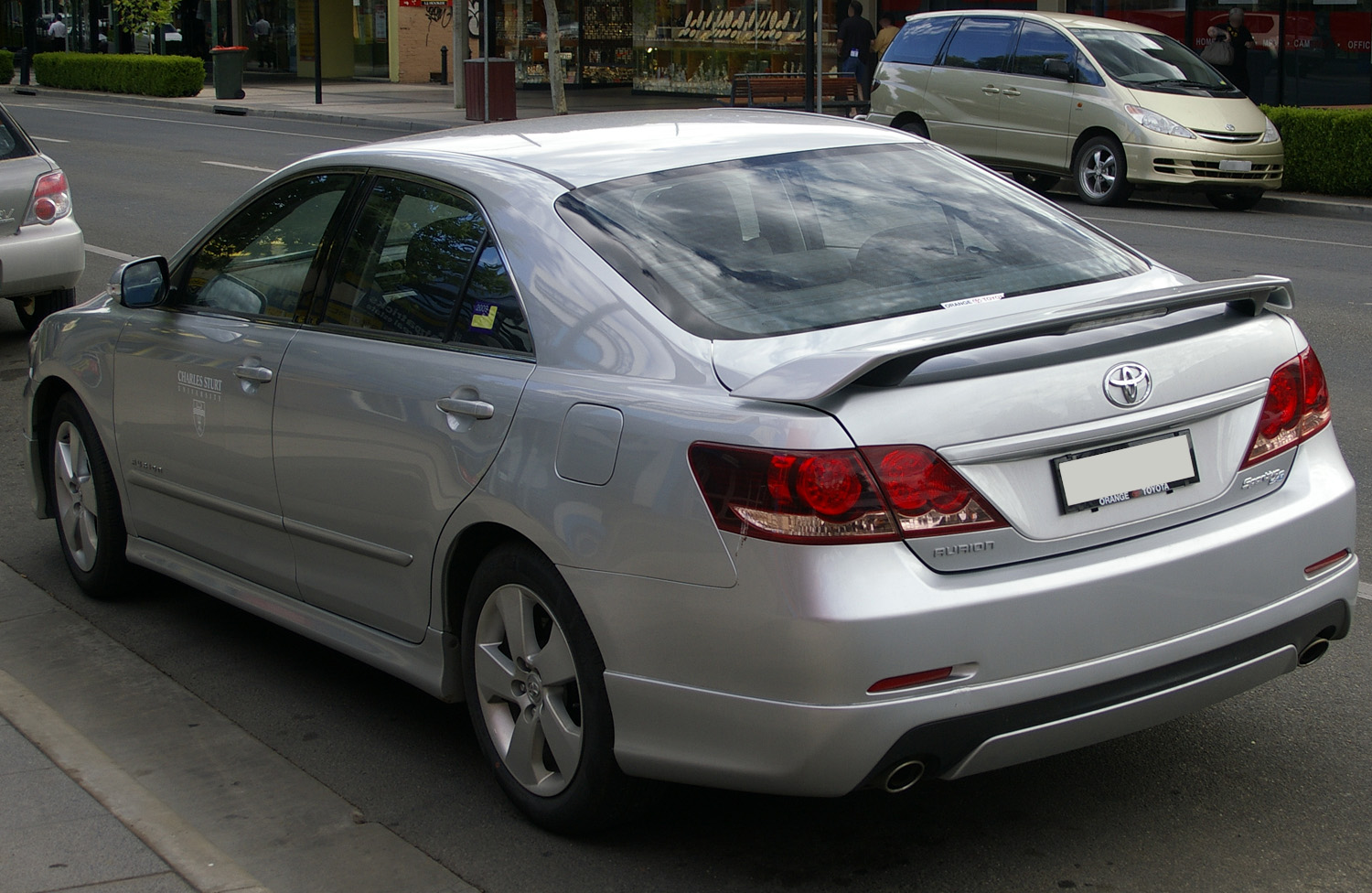
スポルティーボSX6 リア

スポーツモデルであり、スポルティーボSX6とスポルティーボZR6の2モデルが用意される。SX6には専用のスポーツボディキット、スポーツサスペンション、スポーツシート、スポーツヘッドランプおよび17インチアルミホイールが装備される。ZR6はSX6をベースに電動スポーツレザーシートなどが装備される。
プロディジー (Prodigy)
AT-Xとプレサラの中間グレードで、ニュージーランドおよび中東ではツーリング (Touring) の名称で販売される。運転席電動シートやレザー装飾などが装備される。また、フォグランプが標準装備され、16インチアルミホイールが装着される。
2011年にはプロディジーをベースとした250台限定の特別仕様車ホワイトLE (White LE) が発売された。専用のアルミホイールが装着され、ボディカラーはクリスタルホワイトとなった。スポルティーボ用のエアロパーツが装備され、専用のバッジが装着された。インテリアも専用のものとなり、黒と白を基調としている。
プレサラ (Presara)
最上級グレードであり、電動シート、プッシュエンジンスターター、サンルーフ、リアビューカメラ、カーナビゲーションシステムなどが標準装備される。ニュージーランドおよび中東においてはグランデ・モニカ (Grande moniker) の名称で販売される。
TRDオーリオン

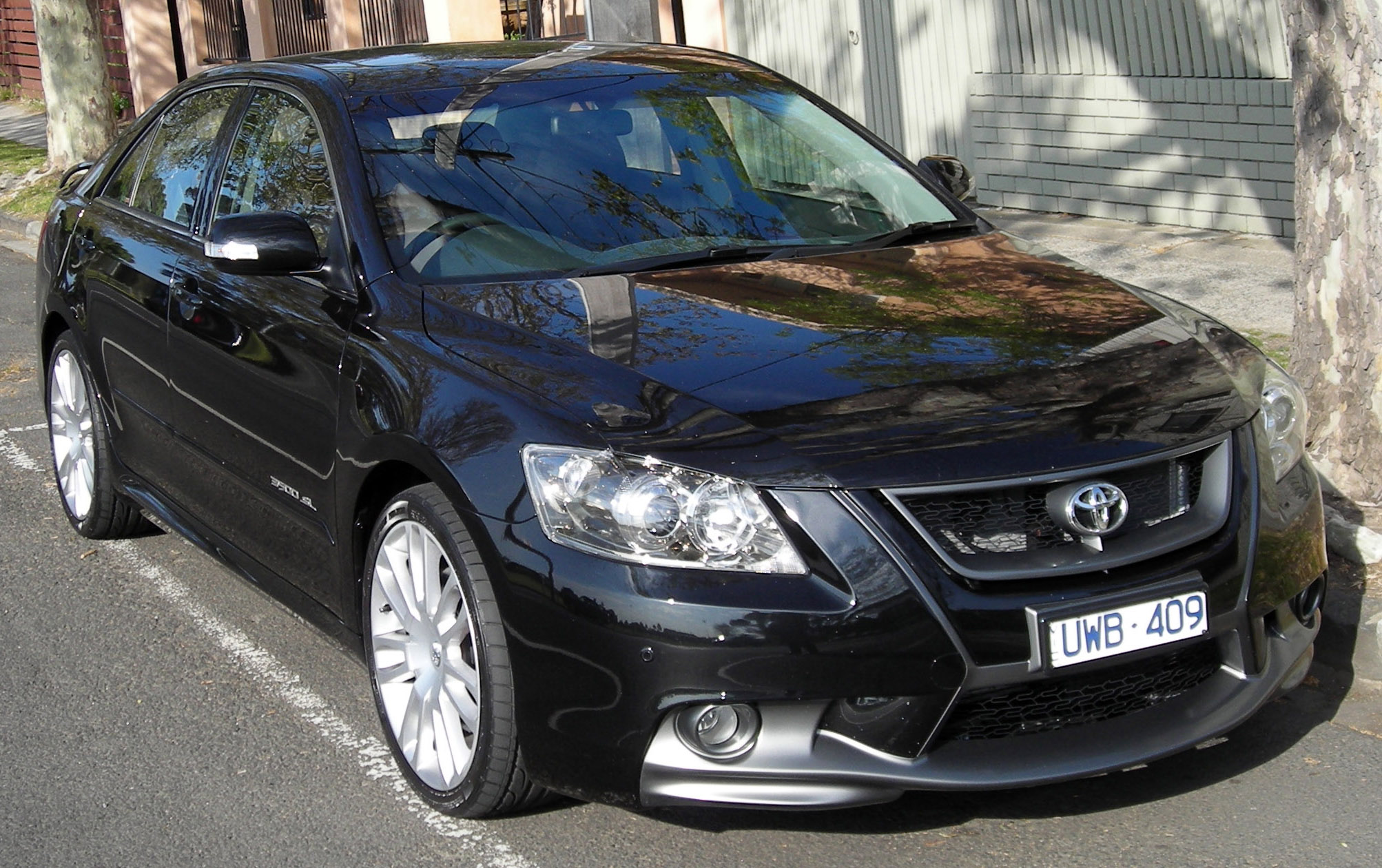
TRDオーリオン 3500SL

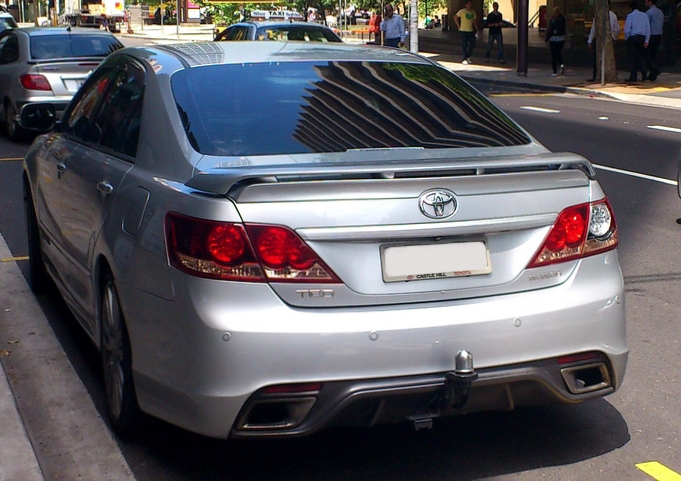
TRDオーリオン リア

トヨタは2006年のメルボルンモーターショーでオーリオンスポーツコンセプトを発表したが、このモデルは後の2007年8月に発売されるTRDオーリオンのプレビューモデルであった。TRDオーストラリアはそれより前の2005年に発表されたXV30型カムリベースのTS-01コンセプトで初めてスーパーチャージャーを搭載していた。
TRDオーリオン開発プロジェクトのエクステリアデザインマネージャーは元フォード・オーストラリアのデザイナーのリー・モランであった。彼はTSAのベランジャーにより抜擢された。モランはフロントグリルを小さくし、フロントバンパーを強調することによってF1風のデザインとした。日本のトヨタで行われた風洞実験ではTRDオーリオンのCd値が0.30であることが確認されたが、これは標準車よりも低い値であった。外装部品ではリアバンパーやテールランプ、エアロパーツなどについて、専用のものが装着され、スーパーチャージャー付きのV型6気筒3.5リットルエンジンが搭載される。また、ハンドリングを向上するため、専用のサスペンションおよびタイヤが装着された。
豪州トヨタはTRDオーリオンのほとんどをオーストラリア国内で販売する計画で、月販台数は50 - 70台程度を計画していた。しかし販売は失敗し、2009年3月31日時点でTRDオーストラリアはTRDハイラックスとともにTRDオーリオンの生産を中止し、TRDオーストラリアは閉鎖された。グレードは3500Sと3500SLの2種類が用意されており、前者には専用パフォーマンスマフラー、19インチアルミホイール、アルカンターラシートなどが装備され、後者にはさらに専用シフトレバーやリアバンパーリインフォースなどが追加装備される。また、これは市販車として世界で初めてイートン製のTVSスーパーチャージャーを採用したモデルでもあり、これにより、出力・トルクを向上しながらエンジン音も削減している。

### 中国、台湾、東南アジア

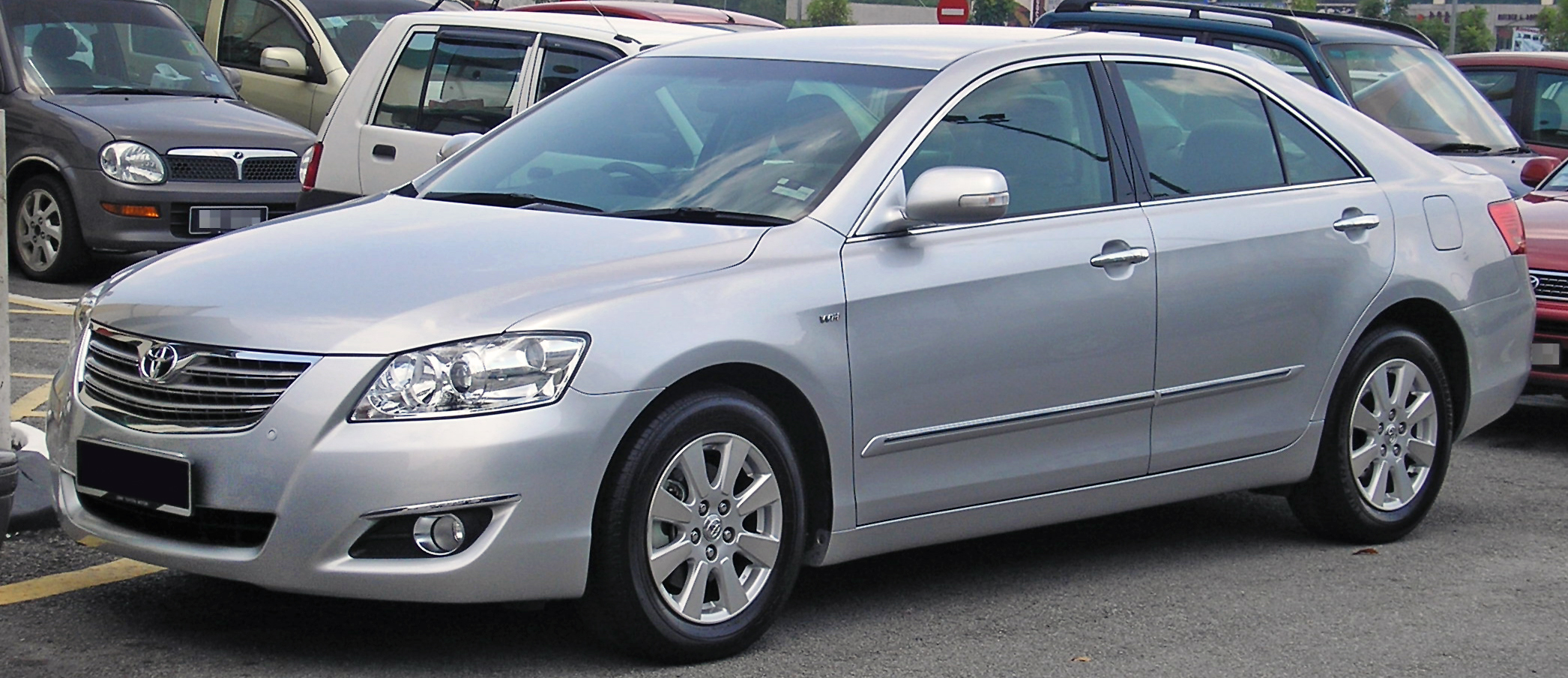
マレーシア仕様 カムリ

オーリオンは東アジアおよび東南アジアの一部地域においてカムリとして製造・販売されている。このモデルは豪州仕様車とは異なったフロントグリルを装着し、グレード構成も異なっている。グレードは国により異なるが、一部の国では低級グレードから順に「2.0E」、「2.0G」、「2.4E」、「2.4G」、「2.4スポルティーボ」、「2.4V」、「3.5V」、「3.5Q」がラインアップされる。なお、グレード名の数字は排気量を表す。
タイ市場においては「2.0E」、「2.0G」、「2.4V」の3グレードがラインアップされ、インドネシアおよびフィリピンでは「2.4G」、「2.4V」、「3.5Q」の3グレードがラインアップされた。インドネシア市場においては「2.4V」および「3.5Q」が多く政府向けに販売され、またインドネシアにおける同クラスのベストセラー車となった。タイ仕様にはオーリオンをベースとしたカムリハイブリッドも用意される。
ベトナム市場には2006年に投入され、「2.4G」と「3.5Q」の2グレードのみがラインアップされた。ベトナムヴィンフック省のトヨタ自動車工場においてはカムリの製造が行われている。